# 762
762 (DCCLXII) fue un año común comenzado en viernes del calendario juliano, en vigor en aquella fecha.

## Acontecimientos
- En el mundo islámico: El califa Al-Mansur (el Victorioso) funda la ciudad de Bagdad cerca de las ruinas de la antigua Babilonia y traslada desde Damasco (capital de Siria) y la convierte en la capital de Irak. Este país hacía ya 1299 años (desde el 538 a. C.) que había sido invadido por persas, griegos y romanos y tenía como centro a Damasco.

## Fallecimientos
- Li Po, gran poeta Chino.